# Bob Greive
Pour les articles homonymes, voir Greive.
Raymond Robert Greive, né le 6 octobre 1919 et mort le 1er juillet 2004, est un homme politique américain de l'État de Washington. Il sert au Sénat de l'État de Washington de 1957 à 1975,.